# Bryan Johnson (cantante)
Bryan Johnson (Londres, 18 de julio de 1926 – 18 de octubre de 1995) fue un cantante y actor inglés. 

## Festival de Eurovisión
En 1957 pretendió representar, sin conseguirlo, al Reino Unido en el Festival de Eurovisión. Volvió a intentarlo en 1960, logrando ser elegido representante del Festival de la Canción de Eurovisión 1960. El año anterior los representantes habían sido su cuñada y su hermano Pearl Carr & Teddy Johnson, quienes lograron la segunda posición con la canción "Sing Little Birdie". El sencillo alcanzó el número 20 en las listas británicas en abril de 1960. Johnson también participó en la preselección británica en 1961, su canción "A Place in the Country" quedó quinta.
Johnson rememoró sus experiencias eurovisivas en una edición de Gloria Live, con la periodista Gloria Hunniford, emitida por la BBC One el 4 de mayo de 1990.

## Carrera como actor
Además de cantante fue actor, trabajando en la compañía de Donald Wolfit, interpretó a Feste en Noche de reyes y al bufón de El rey Lear. En la biografía de Ronald Harwood de Wolfit, el actor afirma que Bryan "fue el mejor bufón que nunca he visto". Después interpretó papeles en el teatro musical como en Lock Up Your Daughters y cosechó un último éxito interpretando a Ebenezer Scrooge en una producción de Cuento de Navidad.